# Kuala Lumpur International Airport
Kuala Lumpur International Airport (Malajisk: Lapangan Terbang Antarabangsa Kuala Lumpur) (IATA: KUL, ICAO: WMKK), også kendt som KLIA, er Malaysias største lufthavn, som ligger i Sepang på Selangordelstaten sydlige side. Lufthavnen, der blev indviet 27. juni 1998, kostede 3,5 milliarder amerikanske dollars at opføre.
Kuala Lumpur International Airport er central hub for Malaysia Airlines og AirAsia. Lufthavnen kan håndtere 70 millioner passagerer og 1,2 millioner ton gods om året. I 2013 håndterede den 47,5 millioner passagerer og var Asiens hurtigst voksende lufthavn. Samme år blev den rangeret som verdens niende travleste lufthavn.
Der er ingen direkte fly fra Danmark til Kuala Lumpur International.
Lufthavnen drives af det børsnoterede selskab Malaysia Airports, men ejes af staten.